# シャンペイ
シャンペイ （Champeix）は、フランス、オーヴェルニュ＝ローヌ＝アルプ地域圏、ピュイ＝ド＝ドーム県のコミューン。

## 地理

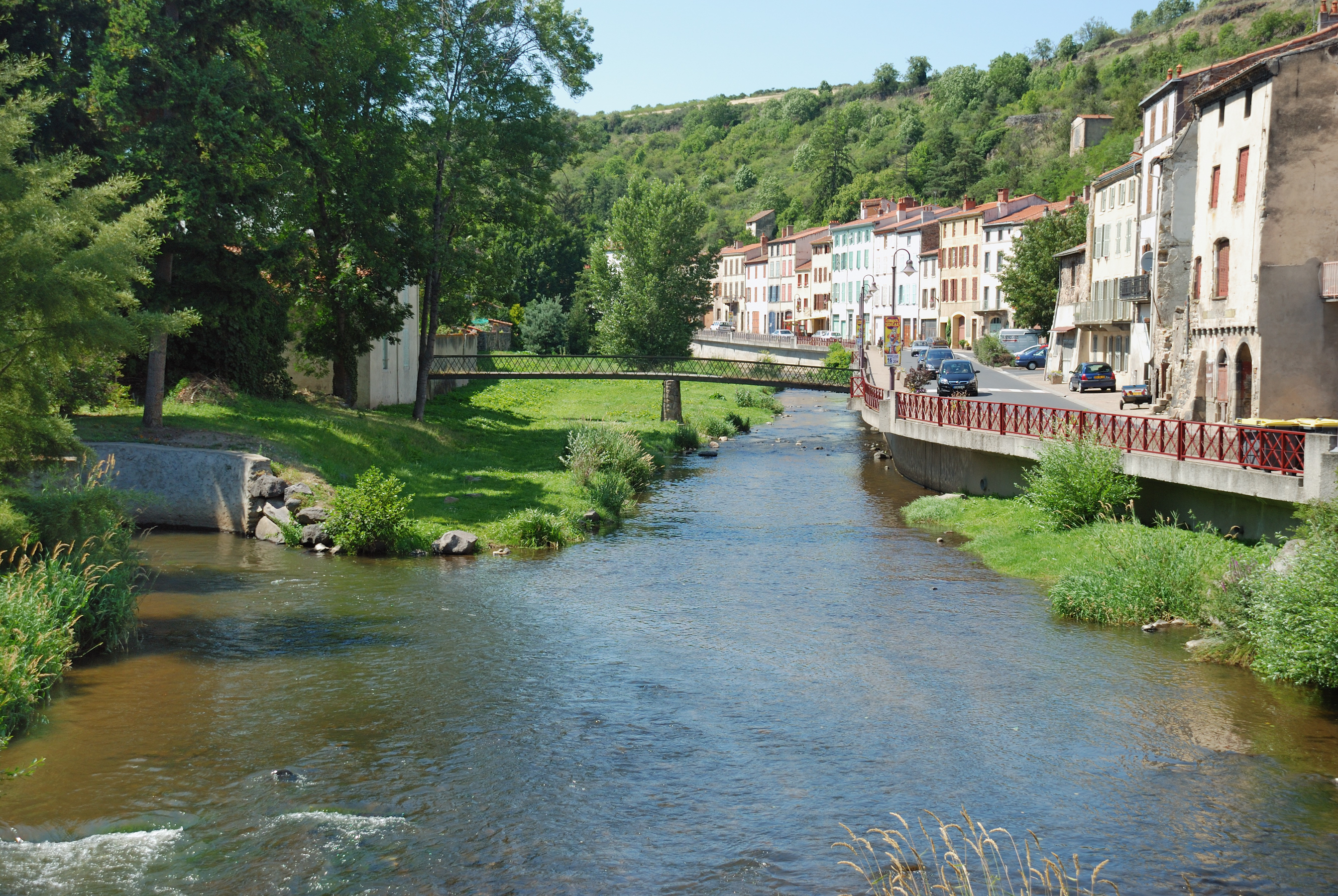
シャンペイを流れるクーズ・シャンボン川

クレルモン＝フェラン都市圏の一部である。コミューンをクーズ・シャンボン川（アリエ川支流）が流れる。
ドール山地を経由してイソワールとクレルモン＝フェランの間をつなぐ道路が集合する地点にあたる。シャンペイは小さな歴史のある市場の町で、クーズ・シャンボン谷の斜面にあり、南部の魅力を持つ。斜面はパイラと呼ばれる、全体にブドウの木が植えられた段々畑が隣接している。

## 歴史
マルシディアル城は、古いゲルマン語で市場を意味するmarchi、土地を意味するdialからきており、市場の場所を意味する。12世紀のシャンペイは、オーヴェルニュのドーファン家の第2の住居があり、彼らはエルサレムへの十字軍に参加している。遠征から帰還した兵士たちは、城または村の秘密の通路を通じて宝物を持ち帰った（いまだ見つかっていない）。1633年、リシュリューはもはや王室の権威を否定しない貴族の城の破壊を命じた。現在、城の一部として残っているのは、付属教会、塔の一部、庭園、ドンジョンの基礎部分である。この基礎部分とは、包囲戦時に維持される食糧保管庫であった。食糧保管庫は2つの階にあり、最初の階は雨水を貯めるため地下にもうけられていた。中世、村人や兵士たちは氷を手に入れるため山に登り、食品の保存に使われる氷を夏に城に貯めていた。18世紀、食糧保管庫に出入りするための扉が付け足された。
19世紀初頭、シャンペイにはほぼ2000人が暮らしていた。村は主としてブドウ畑からの恵みで暮らしていた。しかし、ブドウの木が病気に感染し、最終的に全てが枯死してしまった。この出来事の後1950年代までシャンペイは徐々に人口が減少し、その後増加に転じて2012年には人口が1335人であった。

## 人口統計
| 1962年 | 1968年 | 1975年 | 1982年 | 1990年 | 1999年 | 2006年 | 2012年 |
| ------ | ------ | ------ | ------ | ------ | ------ | ------ | ------ |
| 1075   | 1104   | 1097   | 1164   | 1087   | 1135   | 1256   | 1335   |

source=1999年までLdh/EHESS/Cassini、2004年以降INSEE

## 史跡
- サント・クロワ教会 - 12世紀ロマネスク様式
- サン・ジャン教会 - かつてのマルシディアル城の礼拝堂。

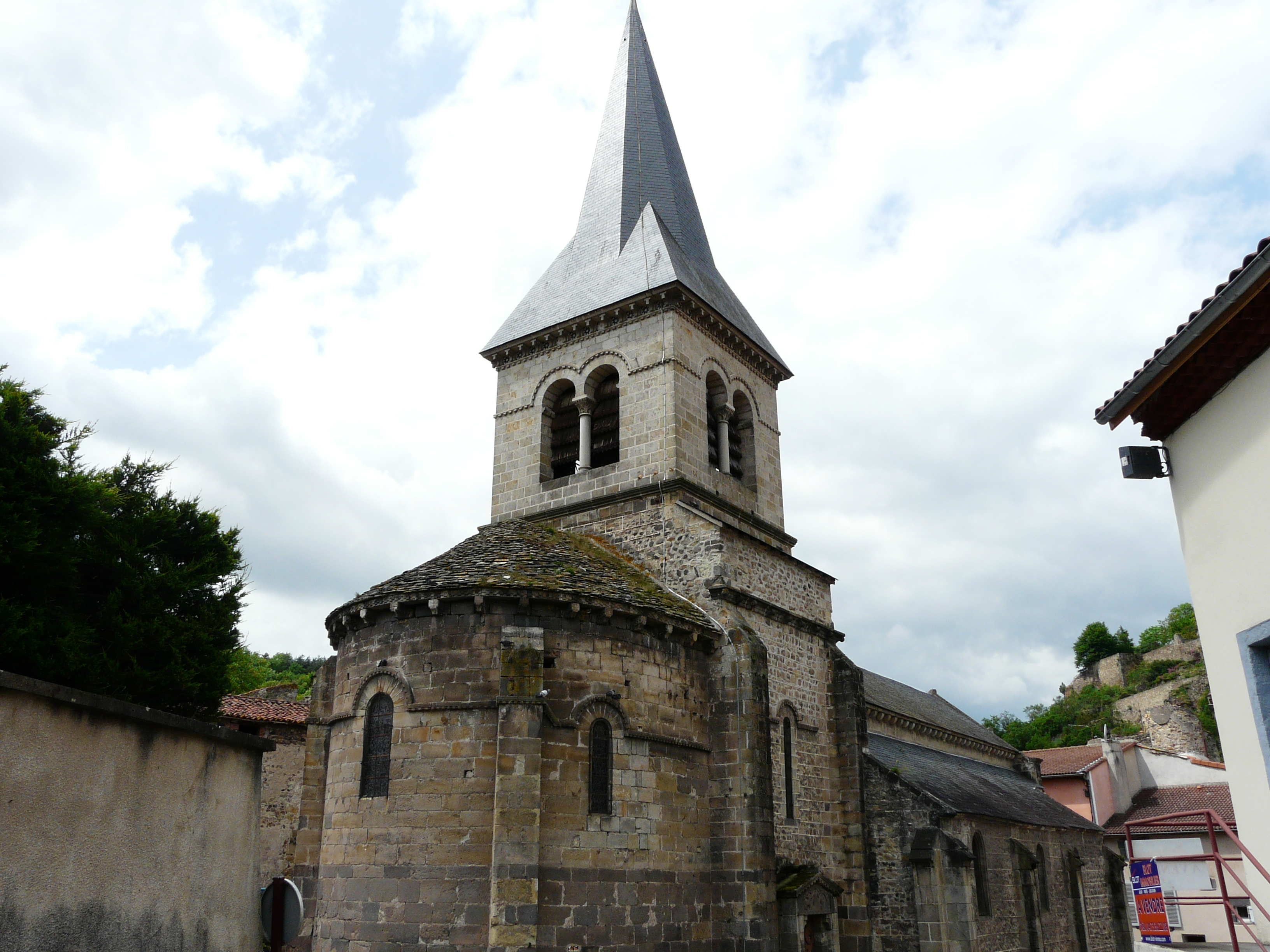
サント・クロワ教会
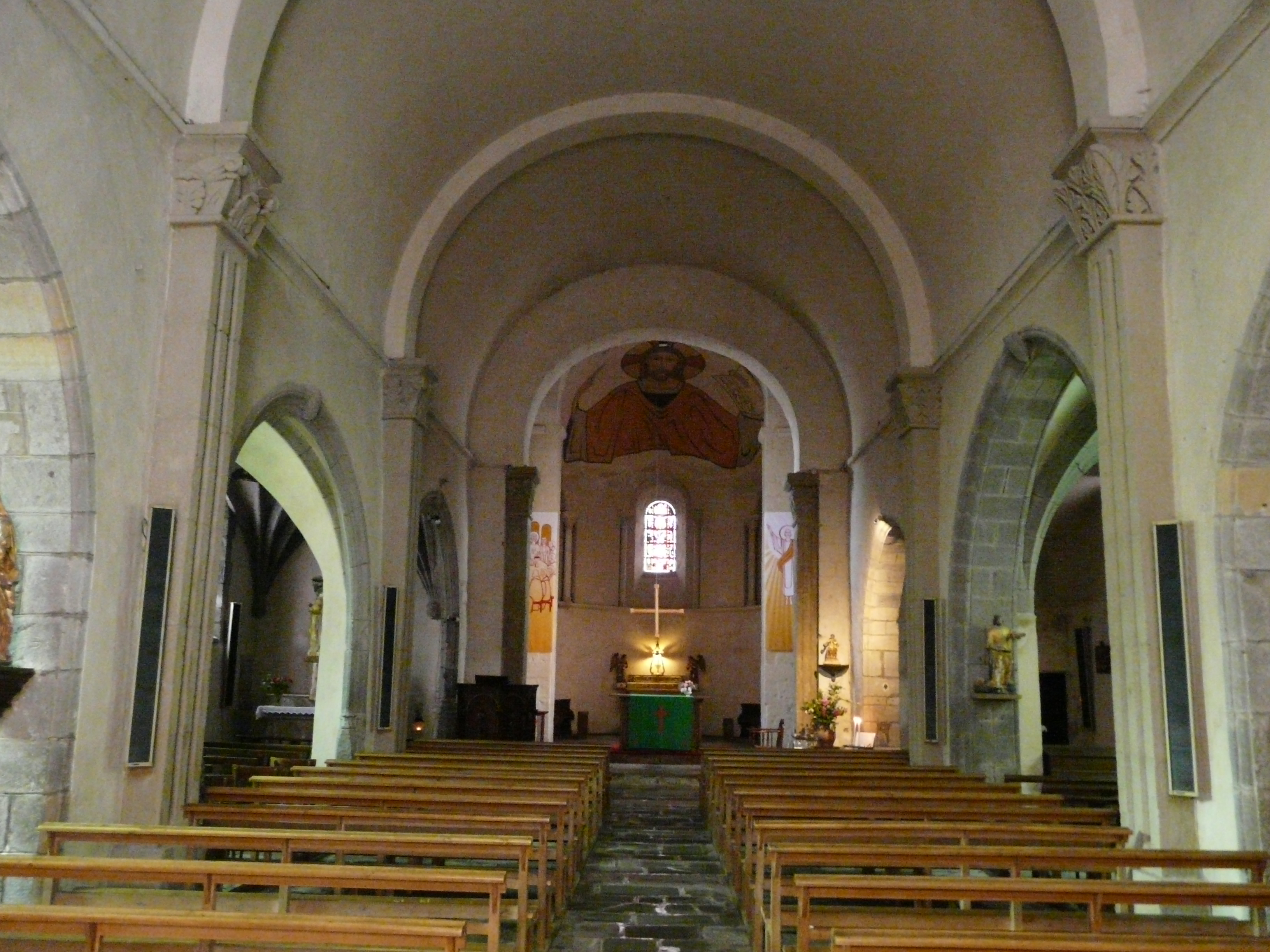
本堂
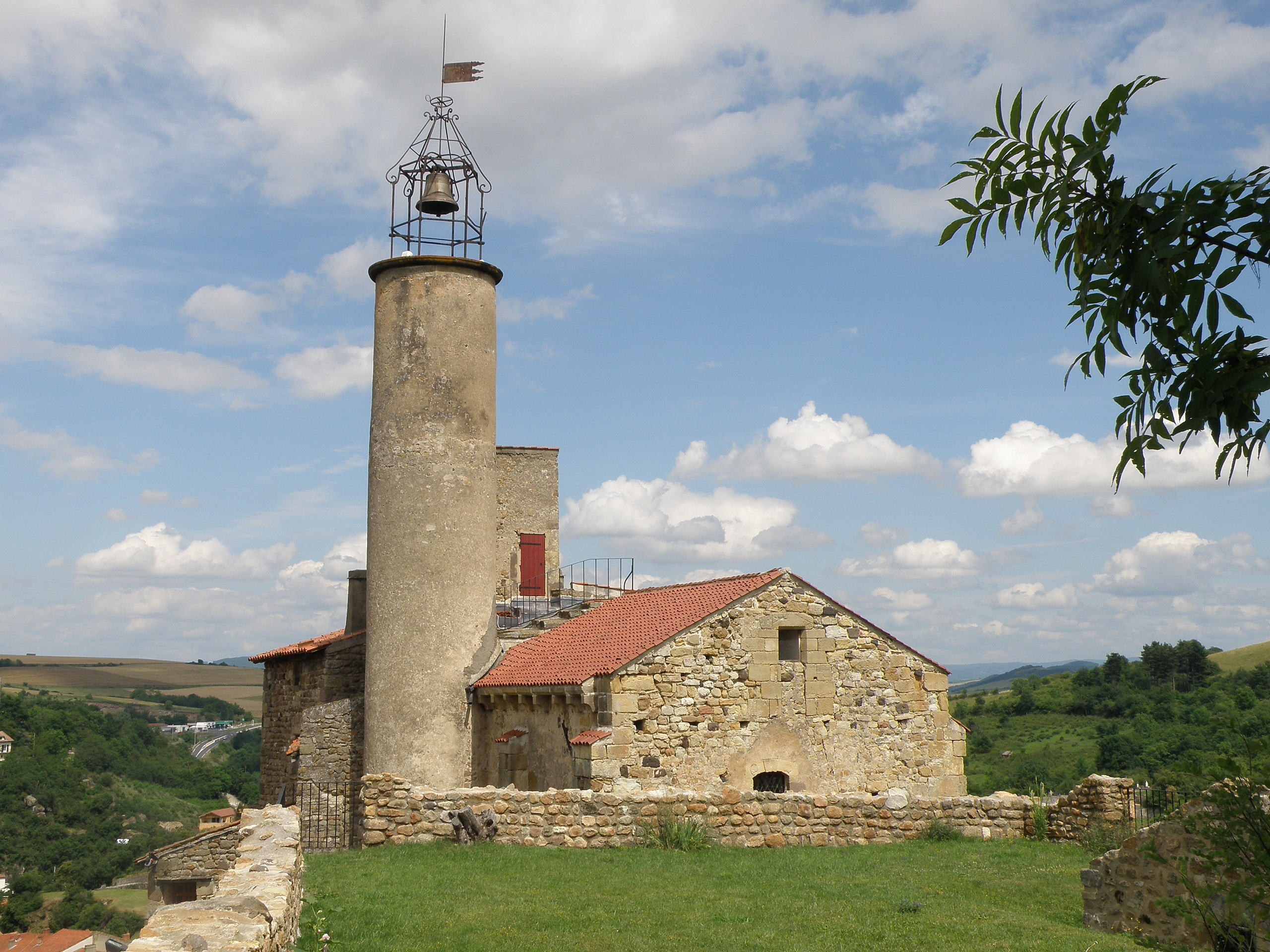
サン・ジャン教会

- マルシディアル城 - かつてのオーヴェルニュのドーファン家の住まい[6]。

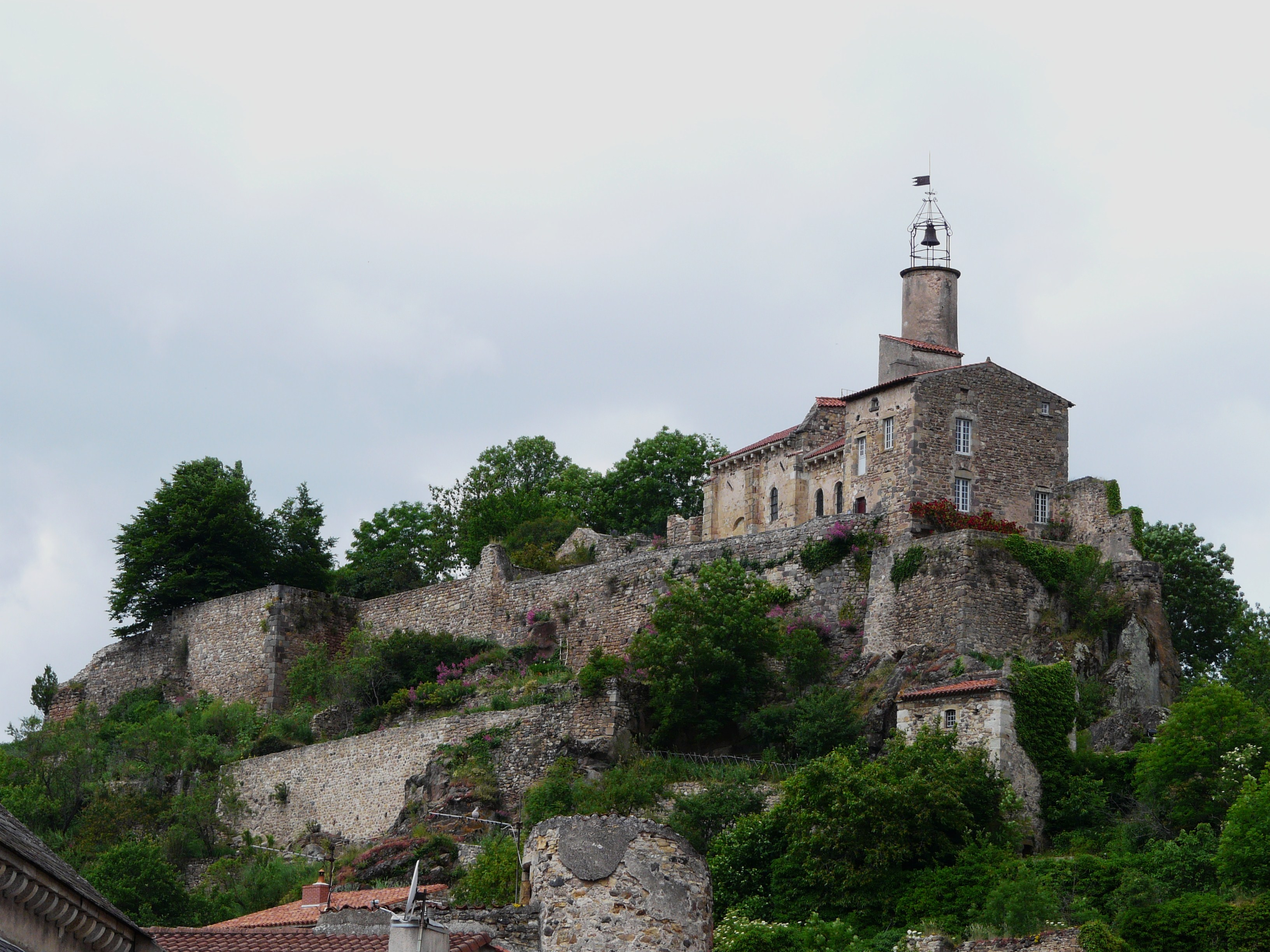
サン・ジャン教会と城の防衛設備
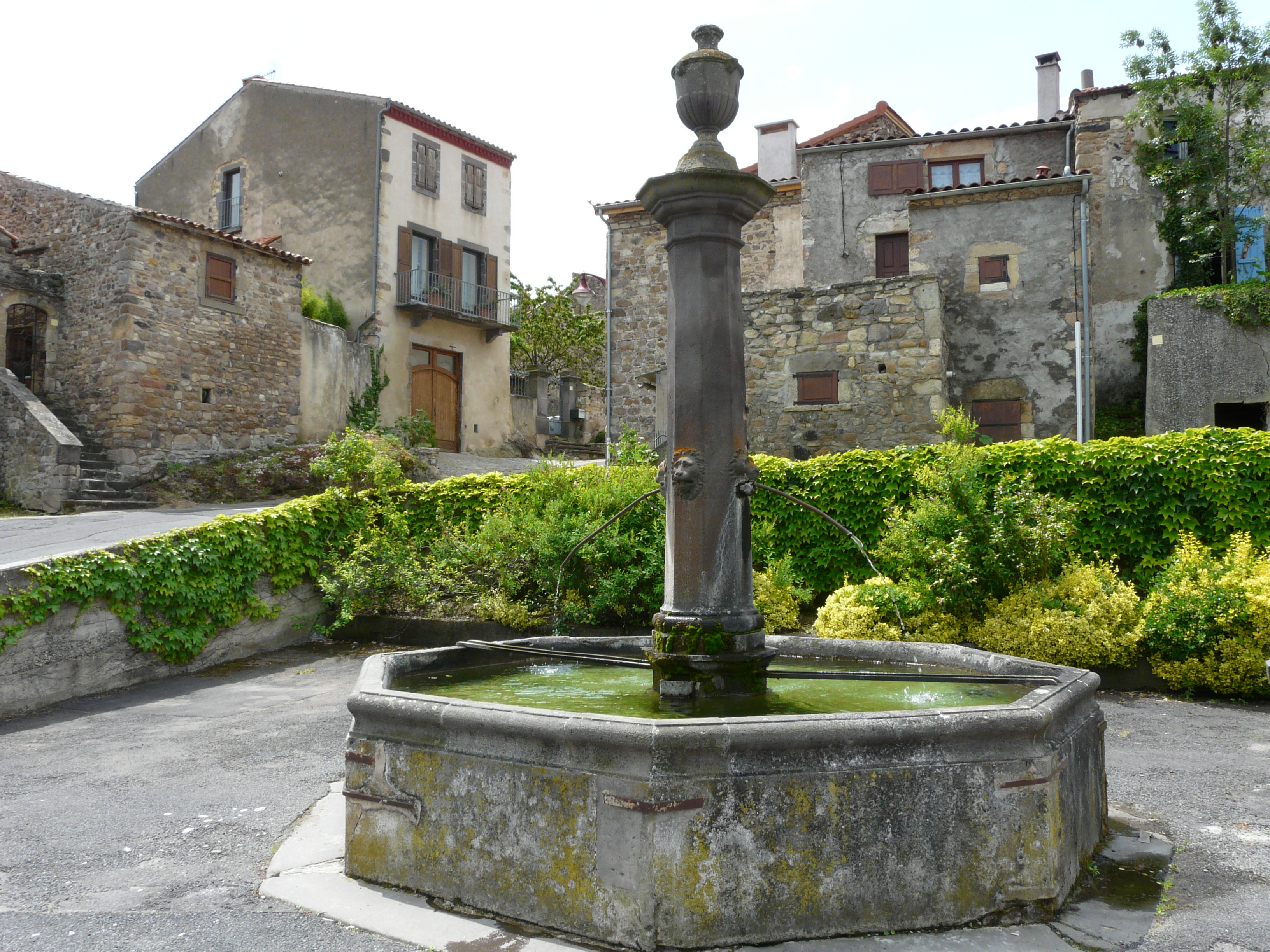
マルシディアルの泉
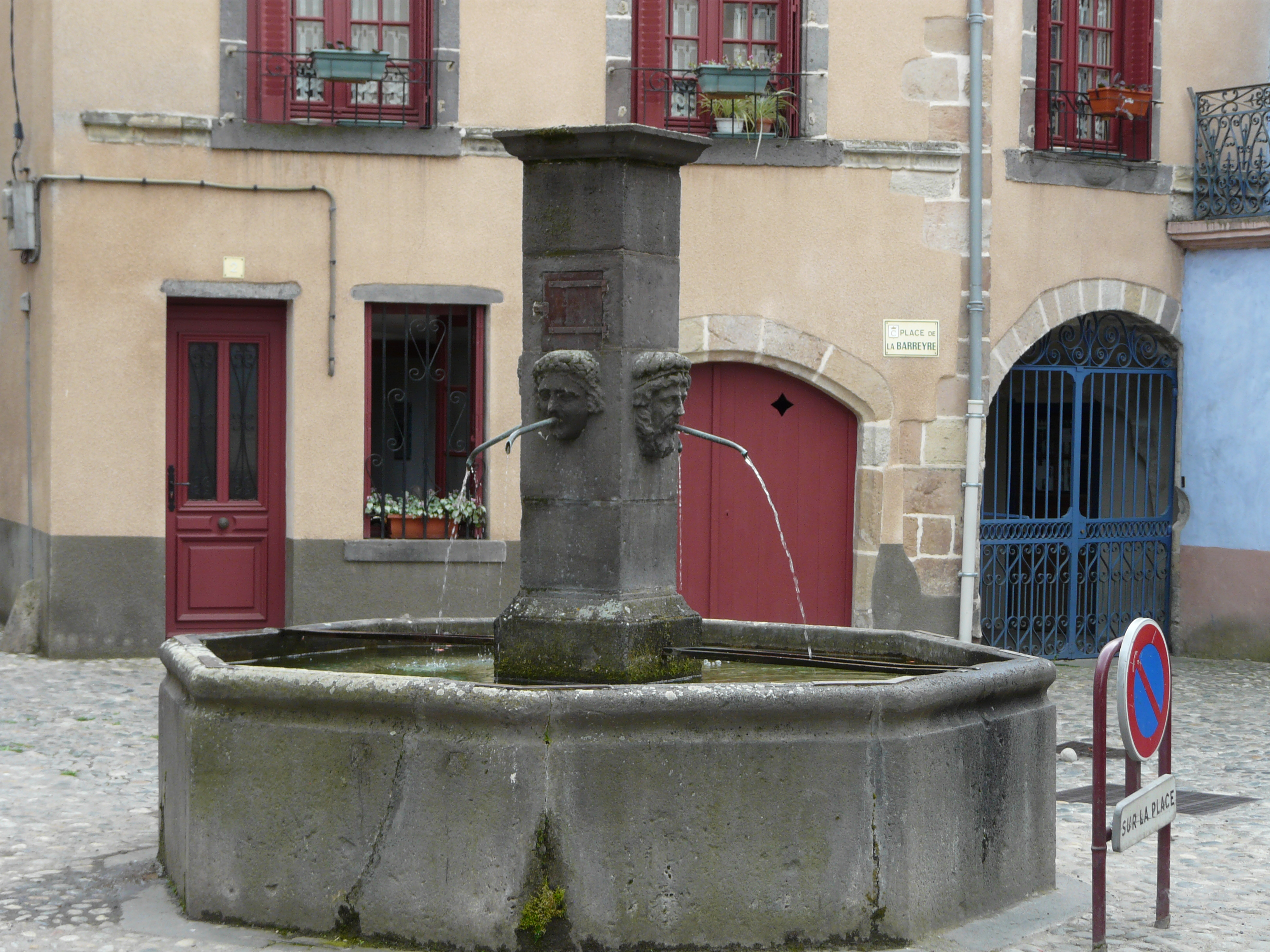
バレイル広場の泉